# Самара (регбийный клуб)
«Самара» — команда по регби из Самары. Основана в 2012 году. Выступает в Национальная регбийная лиге (вторая по силе лига страны), в Премьер-лиге по регби-7 и Кубке России по регби и пляжном регби.

## История
C 2008 года в Самарском регионе существует юношеская команда по регби (тренер — Борис Пятов), выступавшая за область на всероссийских соревнованиях. Далее тренировать её продолжил Максим Саврасов. Позже появилась компания заинтересованных молодых людей, которые тоже хотели играть, но любительской команды не было. Прямым основателем любительского регби можно считать Александра Балышева. Именно он подал идею создать взрослую команду и выступать на турнирах. Александр привлек Максима Саврасова, а тот в свою очередь привлек молодых воспитанников местной СШОР, так родилась команда «Русичи». В 2018 году выиграли свою зону «Поволжье», а на финальном турнире, где встречаются победители всех зон, заняли 3-е место и приняли решение перейти на уровень выше. В 2019 году команда дебютирует в Национальной регбийной лиге. В своей зоне занимают 2-е место. В плей-офф попали на дубль Енисея-СТМ, на игру не явились и получили техническое поражение 30-0. В сезоне 2020 года команда подписала договор со спонсором и вновь выступает в Национальной регбийной лиге. Также в 2020 году становится победителем чемпионата России по пляжному регби.

## Игроки
В составе клуба выступают победители чемпионата Европы по пляжному регби: Ян Будников и Амир Шамшутдинов. А Максим Саврасом был в тренерском штабе.